# Hainenaune
Hainenaune (Hai-ne-na-une; kod Sultzmana Hainenaurie), ime koje se javlja za jednu bandu Comanche Indijanaca iz Teksasa. Spominje ih jedno nesretni indijanski agent Neighbors koji je ubijen je zbog zaštite Komanča. Uz još neke nazive navodi i bande Itchitabudah i Parkenaum za koje Thomas W. Kavanagh piše u The Comanches: a history, 1706-1875, da su ne samo novi nego da ih jedino Neighbors navodi. 
Ime po njemu dolazi od hani = 'corn' i numu =  'people', odnosno 'corn eaters'.
Hodge i Swanton ih nigdje ne spominju svojim popisima;.